# Virttaankangas
Virttaankangas är en hed i Finland.  Den ligger i Loimaa i landskapet Egentliga Finland, i den sydvästra delen av landet, 150 km nordväst om huvudstaden Helsingfors.